# マナーマ
マナーマ（英語: Manama, アラビア語: المنامة、 Al-Manāmah）は、バーレーンの首都である。バーレーン国民全体の1/4に相当する約15万の人口をもつ国内最大の都市であり、中東有数の世界都市である。

## 歴史
マナーマが初めてイスラーム史に出現したのは1345年である。1521年にポルトガルにより占領され、その後1602年にペルシア人が占領した。1783年以降、ハリーファ王家による指導の下に入ったが、幾度と無く支配が妨げられ、現在に至る。1958年に自由港として指定され、1971年のバーレーン独立時に首都となった。
マナーマは、かつて12あった行政区分の1つに属していたが、2003年から首都県に属している。

## 地理
ペルシア湾の中部に浮かぶバーレーン島の北東部に位置する。

## 気候
ケッペンの気候区分で砂漠気候に区分される。
| マナーマの気候                                 | マナーマの気候 | マナーマの気候 | マナーマの気候 | マナーマの気候 | マナーマの気候 | マナーマの気候 | マナーマの気候 | マナーマの気候 | マナーマの気候 | マナーマの気候 | マナーマの気候 | マナーマの気候 | マナーマの気候 |
| 月                                             | 1月            | 2月            | 3月            | 4月            | 5月            | 6月            | 7月            | 8月            | 9月            | 10月           | 11月           | 12月           | 年             |
| ---------------------------------------------- | -------------- | -------------- | -------------- | -------------- | -------------- | -------------- | -------------- | -------------- | -------------- | -------------- | -------------- | -------------- | -------------- |
| 平均最高気温 °C （°F）                         | 20.0 (68)      | 21.2 (70.2)    | 24.7 (76.5)    | 29.2 (84.6)    | 34.1 (93.4)    | 36.4 (97.5)    | 37.9 (100.2)   | 38.0 (100.4)   | 36.5 (97.7)    | 33.1 (91.6)    | 27.8 (82)      | 22.3 (72.1)    | 30.1 (86.18)   |
| 平均最低気温 °C （°F）                         | 14.1 (57.4)    | 14.9 (58.8)    | 17.8 (64)      | 21.5 (70.7)    | 26.0 (78.8)    | 28.8 (83.8)    | 30.4 (86.7)    | 30.5 (86.9)    | 28.6 (83.5)    | 25.5 (77.9)    | 21.2 (70.2)    | 16.2 (61.2)    | 23.0 (73.4)    |
| 降水量 mm （inch）                             | 14.6 (0.575)   | 16.0 (0.63)    | 13.9 (0.547)   | 10.0 (0.394)   | 1.1 (0.043)    | 0 (0)          | 0 (0)          | 0 (0)          | 0 (0)          | 0.5 (0.02)     | 3.8 (0.15)     | 10.9 (0.429)   | 70.8 (2.788)   |
| 平均降水日数 （≥1.0 mm）                       | 2.0            | 1.9            | 1.9            | 1.4            | 0.2            | 0              | 0              | 0              | 0              | 0.1            | 0.7            | 1.7            | 9.9            |
| 平均月間日照時間                               | 226.3          | 223.2          | 238.7          | 255.0          | 306.9          | 339.0          | 331.7          | 331.7          | 312.0          | 303.8          | 261.0          | 226.3          | 3,355.6        |
| 出典1：Ministry of Transportation (バーレーン) |                |                |                |                |                |                |                |                |                |                |                |                |                |
| 出典2：Hong Kong Observatory                   |                |                |                |                |                |                |                |                |                |                |                |                |                |

## 経済
マナーマの経済基盤となっているのは石油、精油、帆船の建造、漁業、真珠などの産業である。これはバーレーン全体の経済とほとんど同じ状況である。
中東諸国を代表する国際金融センターとなることを目指して建設されるバーレーン・フィナンシャル・ハーバーは2007年に第1期工事が完成した。

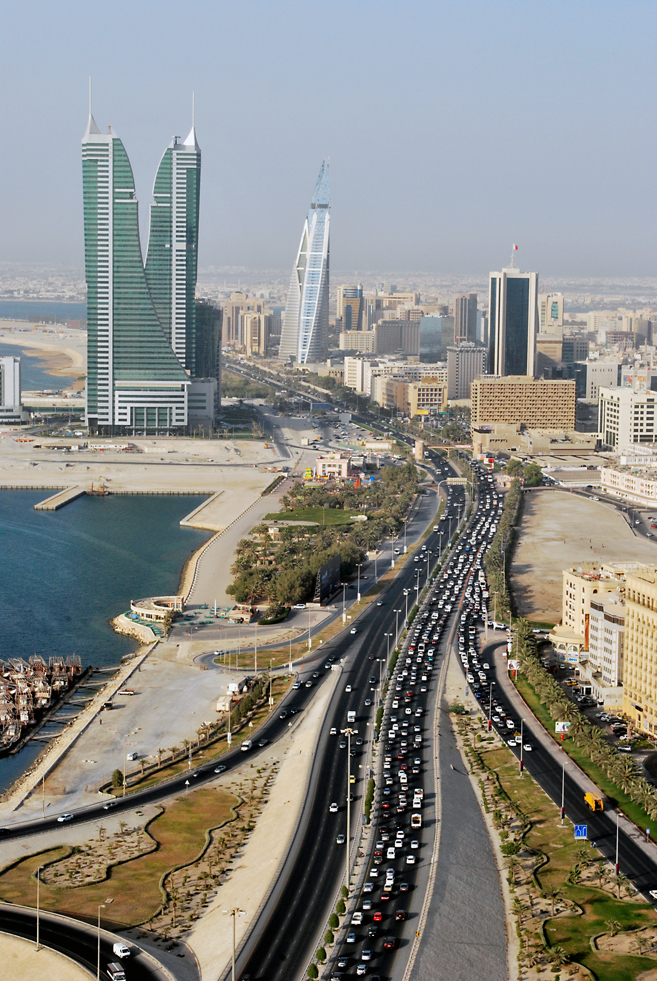

## 交通

### 空港
ムハッラク島にあるバーレーン国際空港からは活発な交通路があり、舗装された道路でつながっている。

## 教育
- バーレーン大学（英語版）
- アラビア湾大学
- アラブ・オープン大学
- Ahlia University
- Applied Science University (Bahrain)
- Delmon University for Science & Technology

## スポーツ
いくつかのサッカークラブがある。
- Manama Club
- Al-Najma SC